# Kirby (serie de jocuri)

Coperta jocului Kirby: Squeak Squad pentru Nintendo DS

Kirby este o franciză media controlată de Nintendo și creată de Masahiro Sakurai în anul 1992 (și-a sărbătorit cea de-a cincisprezecea aniversare pe 27 aprilie 2007). Personajul principal al acestor jocuri este o mică creatură sferică de culoare roz, pe nume Kirby. Singurele puteri ale acestuia sunt de a pluti, inhalând aer și de a copia atacurile dușmanilor, înghițindu-i. Aventurile lui se petrec în Dream Land (Lumea Viselor), un tărâm plin de magie, aflat deasupra norilor.

## Jocuri video
Vezi: Lista jocurilor video Kirby
Seria de jocuri video Kirby este una dintre cele mai populare francize de platformă de la Nintendo. Este creată de către firma HAL Laboratory, înființată în 1980. Unele personaje de la Kirby (Kirby, Meta Knight) au apărut și în seria de jocuri Super Smash Bros., creată tot de către Masahiro Sakurai, alături de alte personaje cunoscute de la Nintendo.
Informații
Masahiro Sakurai l-a conceput pe Kirby la vârsta de 19 ani. Deoarece sistemul Game Boy era monocromatic, culoarea lui Kirby nu a fost bine determinată. Astfel, pe coperta primului său joc, acesta a apărut ca fiind alb. Shigeru Miyamoto, creatorul faimoaselor serii Mario și The Legend of Zelda, a considerat că micuțului balon i s-ar potrivi culoarea galbenă. Primul joc în care Kirby a apărut în roz a fost Kirby's Adventure din 1993, de pe NES. După eșecul înregistrat de Kirby Air Ride, de pe Nintendo GameCube, Masahiro Sakurai a părăsit HAL Laboratory, însă producerea seriilor Kirby și Super Smash Bros. nu a încetat, fiind continuată de către Nintendo. Cu toate că deja și-a înființat propria sa companie, numită Sora, desingner-ul de jocuri video s-a întors anul acesta la firma ce l-a consacrat, pentru un nou proiect: Super Smash Bros. Brawl. Până în ziua aceasta, semnătura lui Masahiro Sakurai a rămas o față zâmbitoare de Kirby.

## Anime
Vezi: Lista episoadelor din Kirby: Right Back at Ya!
Kirby este tot odată și un desen animat japonez sau anime, bazat pe seria de jocuri video. Acesta este creat în Japonia și apoi dublat în engleză de către televiziunele nord-americane. Este destinat telespectatorilor foarte tineri (copii între 5-15 ani), însă are fani devotați de toate vârstele.
Informații
A rulat 3 sezoane în SUA, având exact 100 de episoade. Seria se numește Kirby: Right Back at Ya! și este produsă de Nintendo, în colaborare cu HAL Laboratory. Acest anime nu a fost încă difuzat în România.

## Filme
În 2005, a fost lansat, în SUA, direct pe VHS, primul film de lung metraj Kirby, numindu-se Kirby: Fright to the Finish!!. Pe DVD a fost inclus și un episod special, Hour of the WolfWrath.